# Ямное (Довский сельсовет)
Ямное (бел. Ямнае) — деревня в Довском сельсовете Рогачёвского района Гомельской области Беларуси.

## География

### Расположение
В 35 км на восток от районного центра и железнодорожной станции Рогачёв (на линии Могилёв — Жлобин), 100 км от Гомеля.

### Гидрография
На реке Рекотун (приток реки Днепр).

## Транспортная сеть
На шоссе Довск — Гомель. Планировка состоит из прямолинейной улицы, ориентированной с юго-востока на северо-запад (по обе стороны шоссе), к которой с запада присоединяется короткая прямолинейная улица. Застройка преимущественно деревянная, усадебного типа.

## История
По письменным источникам известна с XVIII века как селение в Минском воеводстве Великого княжества Литовского. После 1-го раздела Речи Посполитой (1772 год) в составе Российской империи. В 1799 году в Довской волости Рогачёвского уезда Могилёвской губернии. Согласно переписи 1897 года действовали ветряная мельница, маслобойня. В 1907 году построено здание школы. В 1909 году 936 десятин земли.
В 1930 году организован колхоз. Во время Великой Отечественной войны каратели в ноябре 1943 года сожгли 13 дворов, убили 2 жителей. 46 жителей погибли на фронте. Согласно переписи 1959 года в составе экспериментальной базы «Довск» (центр — деревня Довск).

## Население

### Численность
- 2004 год — 94 хозяйства, 194 жителя.

### Динамика
- 1799 год — 43 двора.
- 1897 год — 83 двора, 571 житель (согласно переписи).
- 1909 год — 91 двор, 670 жителей.
- 1940 год — 97 дворов, 488 жителей.
- 1959 год — 408 жителей (согласно переписи).
- 2004 год — 94 хозяйства, 194 жителя.

## Известные уроженцы
- Купреев, Николай Семёнович — белорусский поэт[1].